# Linux XP
Linux XP (произносится «ли́нукс экс-пи»́)  — линейка коммерческих дистрибутивов Linux.
Дистрибутив базировался на ответвлении программного кода проекта Fedora. Разработчики дистрибутива, по их заявлению, предоставляли стабилизированную и доработанную версию дистрибутива с поддержкой в области обновлений безопасности и исправления ошибок.

## Дистрибутивы
В состав продуктовой линейки входили:
- Linux XP SMB Desktop — дистрибутив для установки на рабочую станцию с предустановленным комплексом программ для организации офисного рабочего места (февраль 2010 года);
- Linux XP Desktop 2008 Secure Edition — сертифицированный ФСТЭК дистрибутив для организации рабочих мест для обработки персональных данных (октябрь 2009 года);
- Linux XP SMB Live — дистрибутив для создания бездисковых рабочих станций;
- Linux XP Small — компактный дистрибутив для создания встраиваемых решений на базе Linux XP SMB Desktop (февраль 2010 года);
- Linux XP SMB Server — дистрибутив для создания эффективного сервера с централизованным управлением пользователями, WEB-почтой и средствам групповой работы, встроенным терминальным сервером, системой виртуализации и др. (февраль 2010 года).

## Лицензия
Для легального использования Linux XP SMB Desktop, Linux XP Desktop Secure Edition нуждалась в регистрации, для которой необходимо было купить лицензию и зарегистрировать серийный номер продукта. Linux XP Desktop имела пробный период — 30 дней, в течение которого можно использовать установленную операционную систему без регистрации серийного номера. Зарегистрированный пользователь получал техническую поддержку сроком на 1 год.
Платное использование:
- Linux XP SMB Desktop — 1200 руб.;
- Linux XP Desktop 2008 — 3500 руб.;
- Linux XP Server Edition — 7000 руб.

Требует активации (для настольных версий). Одна лицензия на один компьютер. Срок действия лицензии — 12 месяцев.

## Основные компоненты Linux XP Desktop
В стандартную поставку Linux XP Desktop входил следующий набор приложений:
- Офисный пакет OpenOffice.org
- Клиент электронной почты Evolution
- Интернет-обозреватель Mozilla Firefox
- Графический редактор GIMP
- Редактор векторной графики Inkscape
- Верстка и подготовка публикаций — Scribus
- Интернет-пейджер (ICQ, MSN, Jabber и другие протоколы) Pidgin
- Реализация среды выполнения Windows — Wine
- Сервис LIS
- Мигратор
- Программы для работы с аудио и видео файлами (Rhythmbox, GNOME Videos, аудиограббер)
- Программа для записи CD и DVD — Brasero
- Удалённый доступ к рабочему столу (компьютеров под управлением Windows и Linux)
- Управление проектами Planner
- Программа для просмотра телевизионных программ kdetv
- Несколько игр
- Приложения для разработки программного обеспечения
- Виртуальная машина VirtualBox

## Совместимость с Windows
В составе Linux XP SMB Desktop поставлялась коммерческая реализация Wine — WINE-LXP — с расширенной поддержкой запуска Windows-приложений.
Дистрибутив Linux XP предоставлял пользователям возможности по обработке офисных документов в форматах DOC, DOCX, XLS, XLSX и других популярных форматов документов, используемых в Microsoft Windows, с использованием встроенных функций поставляемого ПО (OpenOffice.org, GIMP и т. п.).
Система включала удобные средства для ввода в домен Microsoft Active Directory, управление настройками из домена AD (LIS) и встроенные драйверы для работы с файловыми системами NTFS и FAT.

## Критика
Бойкотировалась большой частью сообщества пользователей Linux систем по причинам отступления от принципов floss, взимания платы за использование и распространение свободного ПО в составе дистрибутива, основанного на Fedora.

## Состояние
Последние версии дистрибутива опубликованы в 2010 году. Один сайт по состоянию на май 2016 год полностью заброшен, другой не содержит информации о Linux XP.